# Хоссо

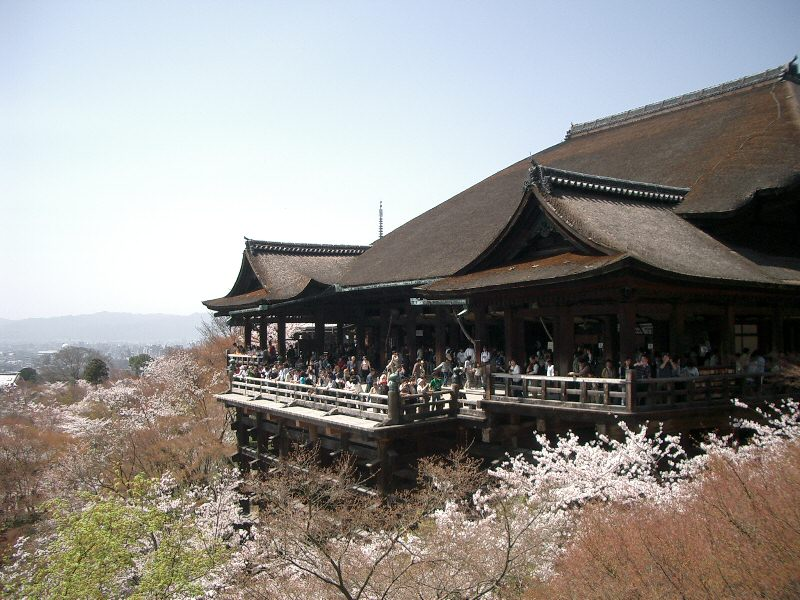
Храм Кёмидзу-дера в Киото, несущий традиции хоссо — фотография во время цветения сакуры

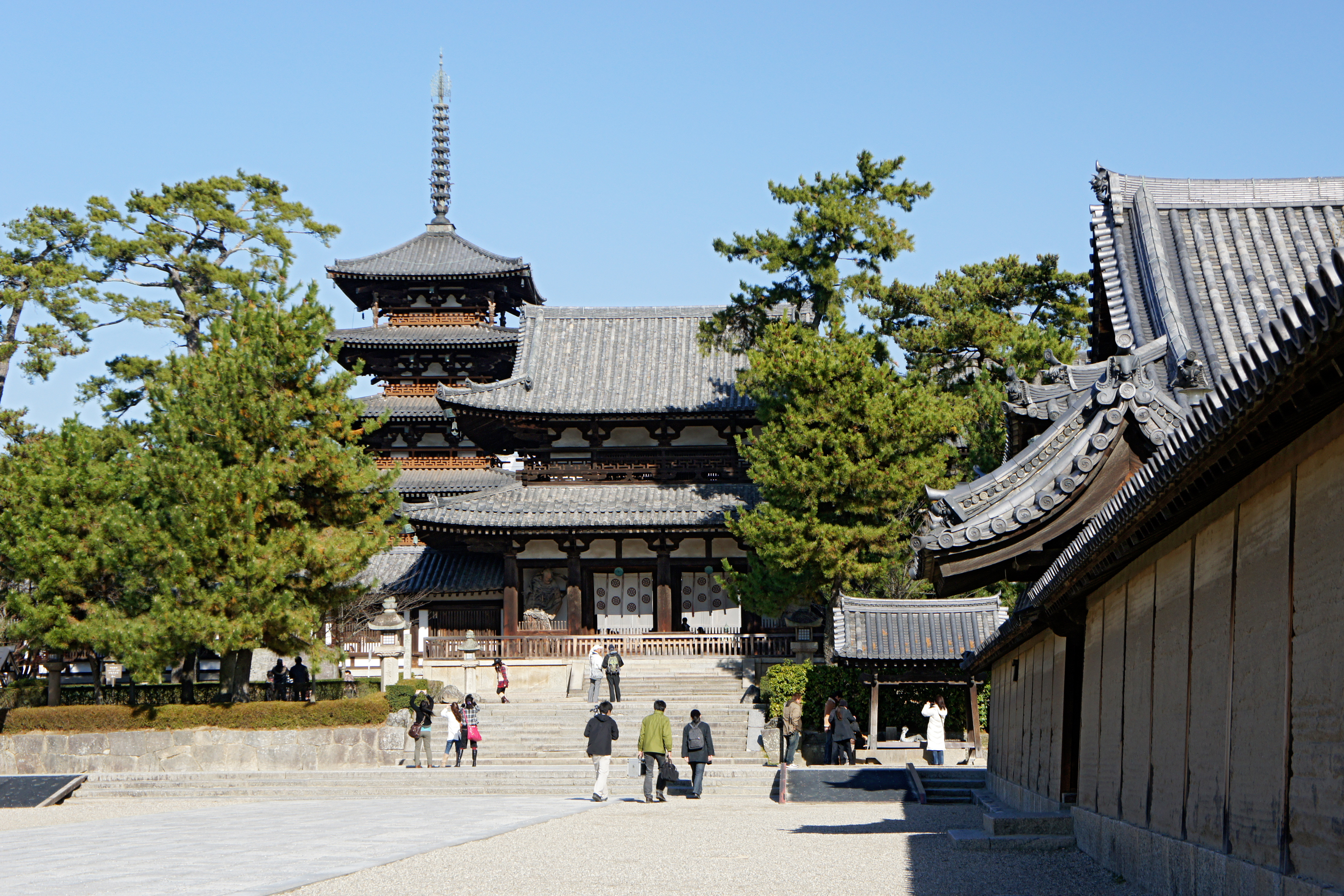
Храм Хорю-дзи около Нара, несущий традиции хоссо

Хоссо-сю (яп. 法相宗, пиньинь:fa xiang zong) — буддийская школа йогачары, основана в 653 году монахом Досё (яп. 道昭), который отвёл для этой школы храм Ганго-дзи (яп. 元興寺). Следуя традиции йогачаров, школа отрицала реальность феноменального мира, рассматривая последний лишь как порождение индивидуального сознания. К абсолюту приравнивался наивысший уровень сознания — алая-виджняна, то есть «сознание-хранилище», в котором пребывают «семена» всех представлений и идей.
Школа Хоссо-сю сформировалась на базе одноимённой китайской школы фасян, основанной Сюаньцзаном (кит. 玄奘). Последний, вернувшись в 645 из Индии, основал школу переводов и основное внимание уделял йогачаре и Дигнаге.
Школа фасян сначала проникла в Корею, образовав школу попсан, а потом уже в Японию, где существует до сих пор в виде достаточно небольшой секты.
В настоящее время эта традиция представлена Кофуку-дзи (яп. 興福寺), Якуси-дзи (яп. 薬師寺) в Наре, представляющими основную ветвь хоссо; храм Киёмидзу-дэра (яп. 清水寺) в Киото представляет северную ветвь хоссо. Храм Хорю-дзи (яп. 法隆寺) в Икаруге около Нары и несколько подчинённых ему малых храмов представляли основную школу хоссо до 1950, и были переданы подшколе Сётоку-сю, посвящённой принцу Сётоку.